# 谷口篤史
谷口 篤史（たにぐち あつし、1963年12月10日 - ）は、山陰放送のテレビディレクター、テレビプロデューサー、同局の元アナウンサー。

## 来歴
鳥取県境港市出身。早稲田大学卒業。
大学を卒業後、1988年に山陰放送に入社。アナウンサー時代には、テレビとラジオの双方に出演。同局アナウンサーの桑本充悦や山根伸志と同様に、報道番組への出演時以外には名前をひらがなにした谷口 あつし名義で活動していた。
2014年春、13年間司会を務めた『土曜日の生たまご』を卒業。そのリニューアル版である『生たまごBang!』には、スタッフの1人として携わることを山陰放送公式サイト内のアナウンサー日記で公表した。これ以後はテレビ番組の制作が活動の中心になっているが、その後もスポーツ中継を担当したりとアナウンス業務には引き続き携わっていた。

## 担当番組

### テレビ番組
- ビッグモーニング（TBS） - 中継リポーター
- おはようクジラ（TBS） - 中継リポーター
- 土曜日の生たまご（2001年 - 2014年） - 司会
- スポーツ中継[谷口 1]
- 生たまごBang!（2014年 - ） - ディレクター、プロデューサー[3][谷口 3]
- 週刊とり☆リンク - 制作担当[谷口 1][谷口 2]
- テレポート山陰 - 「山陰イマ人」制作担当[谷口 5]

### ラジオ番組
- 谷口あつしのフライデーアクション
- 拝啓花のOL様、お願い！谷口あつしです
- ビートフル・ワールド〜洋楽専科〜
- 谷口あつしの青春エキスパート
- 谷口あつしのサウンドシアター
- ラジオでキャッチ（1992年 - 1993年）
- 谷口あつしのSun Young Hot Wave → 谷口あつしのひみつのHigh School[4]
- ご近所わいど 今日もハレルヤ!（2000年 - 2001年、2004年 - 2005年）
- 谷口あつしのRADIO☆MONDAY（2006年 - 2010年）
- 因幡スピリット！（2010年）[5][6]

### 本人発信の一次資料出典
1. 1 2 3 4  “アナウンサー・パーソナリティー プロフィール・谷口 あつし”.   山陰放送. 2016年6月2日時点のオリジナルよりアーカイブ。2021年4月2日閲覧。
2. 1 2  谷口あつし (2015年1月6日). “あけましておめでとうございますm(_ _)m”. アナウンサー日記・谷口 あつし.   山陰放送. 2021年4月2日閲覧。
3. 1 2  谷口あつし (2014年5月7日). “あの、ドラゴン藤波選手に大接近！”. アナウンサー日記・谷口 あつし.   山陰放送. 2021年4月2日閲覧。
4. ↑  谷口あつし (2014年3月8日). “生たまごを、卒業します♪”. アナウンサー日記・谷口 あつし.   山陰放送. 2021年4月2日閲覧。
5. ↑  谷口あつし (2017年3月30日). “特集「山陰イマ人」”. アナウンサー日記・谷口 あつし.   山陰放送. 2021年4月2日閲覧。

### 上記以外の出典
1. 1 2 3  「全国アナウンサー/キャスター名鑑」『NHKウイークリーステラ』1998年6月12日号、NHKサービスセンター。[要ページ番号]
2. ↑  田中亜矢 (2016年8月25日). “お知らせ(;_:)(^.^)”. アナウンサー日記・田中 亜矢.   山陰放送. 2021年4月4日閲覧。
3. 1 2  “「生たまごBang!」の「山陰放送」 ローカル探訪”. メディア応援マガジンSynapse.  ビデオリサーチ (2014年). 2021年4月2日閲覧。
4. ↑  “BSS山陰放送”.   山陰放送. 1998年12月2日時点のオリジナルよりアーカイブ。2021年4月2日閲覧。
5. ↑  “因幡スピリット！”.   山陰放送. 2010年10月6日時点のオリジナルよりアーカイブ。2021年4月2日閲覧。
6. ↑  番組で共演していたフレアバーテンダー前田兄弟のブログより。“因幡スピリット”. フレアバーテンダー前田兄弟とKURAMPの日々の出来事 (2010年10月5日). 2021年4月2日閲覧。